# 她的世界
《她的世界》（英語：Her World）是一本每月出版的英文雜誌，在新加坡發行，目標讀者群為女性專業人士。它也是新加坡第一本出版的英文女性雜誌。

## 歷史
《她的世界》自1960年7月開始出版，是新加坡第一本女性英文雜誌。該雜誌也在馬來西亞、印尼、泰國和越南等四個國家發行。馬來西亞版《她的世界》是馬來西亞首本本土創辦的女性雜誌，其標誌與其他國家版本有所不同。雜誌內容包括時尚專題、針對女性專業人士的廣告、美容打扮、生活方式與個人選擇等多元主題。新加坡版由 SPH Magazines 出版，該公司為新報業媒體的子公司。印尼、泰國和越南的版本則以當地語言發行。
2010年7月的新加坡版《她的世界》是雜誌創刊以來的50週年特別珍藏版，也是自1960年創刊以來首度未有封面女郎的期數。
《她的世界》在市場上的主要競爭對手為《Female》雜誌，該雜誌自1974年開始出版，同樣由 SPH Magazines 擁有，並在馬來西亞（自1974年）和印尼（自2000年）發行。
2003年，《她的世界》是新加坡銷量最高的女性雜誌，發行量達141,000本。

## 與模特兒選秀節目的關聯
《越南超級模特新秀大賽》第一與第二季的冠軍將會登上《她的世界》越南版的封面，並擁有專屬內頁特寫報導，同時獲得《她的世界》国际版的支持。
自第三季起，《品牌臉孔》的冠軍也同樣會登上《她的世界》越南版的封面並擁有專屬內頁報導，並由《她的世界》国际版提供支持。